# Eve Brent
Eve Brent (Houston, 11 settembre 1929 – Los Angeles, 27 agosto 2011) è stata un'attrice statunitense.

## Biografia
Apparsa inizialmente sullo schermo con lo pseudonimo di Jean Lewis, diventò la dodicesima attrice ad interpretare il ruolo di Jane, nel film Tarzan e lo stregone (1958).
Nel 1980 vinse un Saturn Award come miglior attrice non protagonista per la pellicola Dissolvenza in nero. Tra i suoi film più recenti, dopo una carriera lunga oltre 50 anni, Il miglio verde (1999) e Garfield - Il film (2004).
Muore nel 2011 a 81 anni.

## Filmografia parziale

### Cinema
- Quaranta pistole (Forty Guns), regia di Samuel Fuller (1957)
- Tarzan e lo stregone (Tarzan's Fight for Life), regia di H. Bruce Humberstone (1958)
- Una guida per l'uomo sposato (A Guide for the Married Man), regia di Gene Kelly (1967)
- L'uomo dalla cravatta di cuoio (Coogan's Bluff), regia di Don Siegel (1968)
- Lieto fine (The Happy Ending), regia di Richard Brooks (1969)
- La TV ha i suoi primati (The Barefoot Executive), regia di Robert Butler (1971)
- Sfida a White Buffalo (The White Buffalo), regia di J. Lee Thompson (1977)
- Dissolvenza in nero (Fade to Black), regia di Vernon Zimmermann (1980)
- In gara con la luna (Racing with the Moon),  regia di Richard Benjamin (1984)
- Appuntamento con un angelo (Date with an Angel), regia di Tom McLoughlin (1987)
- Gli esperti americani (The Experts), regia di Dave Thomas (1989)
- Il miglio verde (The Green Mile), regia di Frank Darabont (1999)
- Garfield - Il film (Garfield), regia di Peter Hewitt (2004)
- Il curioso caso di Benjamin Button (The Curious Case of Benjamin Button), regia di David Fincher (2008)

### Televisione
- West Point – serie TV, episodio 1x13 (1956)
- Harbor Command – serie TV, episodio 1x07 (1957)
- Sugarfoot – serie TV, episodio 1x07 (1957)
- Tarzan and the Trappers, regia di Charles F. Haas, Sandy Howard – film TV (1958)
- 26 Men – serie TV, episodi 2x01-2x23 (1958-1959)
- Scacco matto (Checkmate) – serie TV, episodio 2x21 (1962)
- La legge di Burke (Burke's Law) – serie TV, episodio 2x13 (1964)
- Tre nipoti e un maggiordomo (Family Affair) - serie TV, episodio 3x01 (1968)
- La casa nella prateria (Little House on the Prairie) – serie TV, episodi 1x03-7x07 (1974-1980)
- Autostop per il cielo (Highway to Heaven) – serie TV, 3 episodi, di cui 5x05 (1985-1989)

## Doppiatrici italiane
- Rita Savagnone in Il miglio verde
- Alina Moradei in Garfield - Il film